# Вільямайор-де-лос-Монтес
Вільямайор-де-лос-Монтес (ісп. Villamayor de los Montes) — муніципалітет в Іспанії, у складі автономної спільноти Кастилія-і-Леон, у провінції Бургос. Населення — 216 осіб (2010).
Муніципалітет розташований на відстані близько 190 км на північ від Мадрида, 27 км на південь від Бургоса.

## Демографія
Динаміка населення (INE ):